# Lekkum
Lekkum is een dorp in de gemeente Leeuwarden, in de Nederlandse provincie Friesland. Lekkum ligt ten noorden van de stad Leeuwarden aan de Dokkumer Ee en ten westen van het Ouddeel.
Lekkum vormt samen met de dorpen Snakkerburen en Miedum al eeuwenlang één gemeenschap. De drie dorpen worden samenl De Trije Doarpen genoemd. Er bestaan vele samenwerkingen tussen de dorpen, vooral op het vlak van cultuur. Zo bestaat onder andere een gezamenlijke dorpsblad, genaamd De Kobbeflecht. De drie dorpen hebben één dorpsvereniging, Dorpsbelang die zich inzet voor de belangen van de dorpsbewoners.
In 2023 telde de dorpskern van Lekkum 405 inwoners. De bewoners van het buitengebied wordt door het CBS bij Miedum gerekend en  telde 55 inwoners. Meer dan de helft ervan betreft inwoners van Miedum.

## Geschiedenis
Lekkum is ontstaan op een terp op de oeverwal van de Luts (Dokkumer Ee). De terp werd voor de Middeleeuwen opgeworpen. De terp is grotendeels afgraven. 
In de 13e eeuw werd de plaats vermeld als Lackum, in 1397 als Leckum en Leckim, in 1417 als Leckem, in 1490 als Lekkum en in 1579 als Leckon. De plaatsnaam duidt waarschijnlijk op een nederzetting aan de Luts. Mogelijk verwijst Lakki, voorkomend in 944 ook naar Lekkum en het zou daarmee de oudste vermelding zijn. Maar heel zeker is dat niet.
Lekkum was lang een agrarisch dorp. Het dorp bleef lang klein; in de 19e eeuw was sprake van zes huizen. Na het afgraven van een groot deel van de terp groeide het dorp. Na de Tweede Wereldoorlog groeide het dorp verder. Het dorp werd in de 20e eeuw een forenzendorp. 
Tot 1 januari 1944 maakte Lekkum deel uit van de gemeente Leeuwarderadeel.

## Kerk
De huidige Sint-Ceciliakerk stamt uit 1778 en is gebouwd op de fundamenten van de oudere kerk. De toren van de kerk dateert uit 1896.

## Molen
Ten oosten van het dorp staat de Bullemolen, een poldermolen die in 1825 werd geplaatst voor de bemaling van de Bulle- en Litspolder.

## Dorpshuis
Het dorp heeft een dorpshuis, De Weeme geheten en is 1973 geopend in de voormalige pastorie.

## Sport
Lekkum heeft een kaatsvereniging Reitsje Him en in juni wordt de hardloopwedstrijd de Bulleloop gelopen.

## Onderwijs
Het dorp heeft een basisschool, de Professor Wassenberghskoalle. Daarbij horen ook een kinderopvangcentrum en een peuterspeelzaal.

## Geboren in Lekkum
- Everwinus Wassenbergh (1742-1826), classicus en neerlandicus
- Roelof Hommema (1904-1956), Olympisch roeier